# Frail
Frail é um álbum demo da banda Jars of Clay, lançado em 1994 ainda quando os membros da banda eram estudantes do Greenville College.
Das nove faixas, sete delas foram regravadas para o álbum de estreia da banda, enquanto outras duas, "Fade to Grey" e "Frail," reapareceram no segundo álbum de estúdio, Much Afraid.

## Faixas
Todas as faixas por Dan Haseltine e Jars of Clay
1. "Liquid" – 3:23
2. "Boy on a String (Sunflower Song)" – 3:28
3. "Art in Me" – 3:39
4. "He" – 5:15
5. "Fade to Grey" – 4:54
6. "Frail" – 4:05
7. "Like a Child" – 4:48
8. "Love Song for a Savior" – 4:37
9. "Four Seven" – 2:46

## Créditos
- Dan Haseltine – Vocal, teclados
- Stephen Mason – Guitarra, vocal de apoio, baixo
- Charlie Lowell – Teclados
- Matt Bronleewe – Guitarra